# Venus Awards 2022
Die Venus Awards 2022 wurden am 20. Oktober 2022 im Wintergarten Varieté in Berlin im Rahmen der Messe Venus Berlin vergeben. Moderiert wurde die Veranstaltung von RoxxyX und dem ehemaligen VIVA-Moderator Mola Adebisi. Es war die erste Verleihung, an der auch reguläre Messebesucher teilnehmen konnten. In den Jahren zuvor waren lediglich Erotikstars, Aussteller, Presse und Fachpublikum zugelassen.
Eine Überraschung war die Verleihung des Juryawards „Herausragendste Produktion 2022“. Diese ging an den Pornofilm FFMM straight / queer doggy BJ ORAL orgasm squirting ROYALE (gebührenfinanziert), der von Jan Böhmermann und dem ZDF Magazin Royale in Zusammenarbeit mit der Erotikfilmregisseurin Paulita Pappel (Lustery.com) gedreht wurde. Paulita Pappel bedankte sich später per Twitter für den Preis. Böhmermann nahm in seinem Podcast Fest & Flauschig Bezug auf den Gewinn des Preises. Der Film selbst zeigt queeren Gruppen-Safer Sex.

## Preisträger
In Klammern die weiteren Nominierungen.
- Beste Content Creator-Plattform: FAVYD (OnlyFans, Mym)
- Bestes Erotikportal: SEXWELT24.de (C-Date, Joyclub)
- Bester Gesundheitsartikel: Starmedic (Durex Kondome)
- Bestes Video On Demand Angebot: Erotic-lounge.com (DorcelVision.com, Nightclub.eu)
- Beste Newcomer Camsite: Amateur.TV (CherryTV, liveunicorns)
- Beste Streaming Plattform: Erotik.com (Spicevids.com, AdultEmpire)
- Beste Amateurcommunity: MyDirtyHobby (Amateurcommunity, Big7)
- Best Cam Site of The Year: Bongacams (Fundorado, Stripchat)
- Bestes Livestream Portal: Stripchat (xlove, Streammate)
- Juryaward Bester Soft Erotik Anbieter: Beate Uhse HD
- Juryaward Beste Hypnose Hörbücher: Erotische-Hypnose.com
- Juryaward Best Erotic Live Saxophone Performance: Anike Ekina
- Juryaward Beste Erotik Business Agentur: VikaModels.com
- Juryaward Beste Newcomer Marketing & Management Agentur: Pornagent
- Juryaward Best Network of Paysites: Letsdoeit
- Juryaward Most Popular International Paysite: Brazzers
- Juryaward Beste OnlyFans Marketing und Werbeagentur: Agentur Famez
- Juryaward Best Webcam Celebrity: Sabien DeMonia
- Juryaward für mehr als 10 Jahre außergewöhnliche Leistungen und Einsatz: Lena Nitro
- Juryaward Herausragendste Produktion 2022: FFMM straight / queer doggy BJ ORAL orgasm squirting ROYALE (gebührenfinanziert)
- Beste Bimbodoll: Cathy B (Jessy Bunny, Courtney Taylor)
- Bestes Curvy Model: Lina Love (CurvySecret, Blondie Fesser)
- Beste Amateur Newcomerin: FinaFoxy (Maria Gail, Sunny Sin)
- Bester Shootingstar: Layla von Hohensee (Sirena Sweet, Jada Sparks)
- Bestes Webcamgirl: Vika Viktoria (InkedBitch, Anja Amelia)
- Beste Darstellerin Europa: Melina May (Cherry Kiss, Josy Black)
- Beste Darstellerin International: Mariska-X (Texas Patti, Alexis Crystal)